# Microdeutopus chelifer
Microdeutopus chelifer is een vlokreeftensoort uit de familie van de Aoridae. De wetenschappelijke naam van de soort is voor het eerst geldig gepubliceerd in 1862 door Bate.